# Coelioxys spativentris
Coelioxys spativentris är en biart som beskrevs av Heinrich Friese 1935. Coelioxys spativentris ingår i släktet kägelbin, och familjen buksamlarbin. Inga underarter finns listade i Catalogue of Life.